# (924) Toni
(924) Toni ist ein Asteroid des Hauptgürtels, der am 20. Oktober 1919 von dem deutschen Astronomen K. Reinmuth entdeckt wurde. 
Der Tradition folgend wurde für den Asteroiden ein weiblicher Vorname gewählt. Dieser ist jedoch keiner Person zugeordnet.